# Mouvements intellectuels en Iran
 (mars 2016).
Si vous disposez d'ouvrages ou d'articles de référence ou si vous connaissez des sites web de qualité traitant du thème abordé ici, merci de compléter l'article en donnant les références utiles à sa vérifiabilité et en les liant à la section « Notes et références ».
Cet article traite des différents mouvements intellectuels en Iran, dans la période moderne, et de ses conséquences sur les arts, les sciences, la littérature et la vie politique depuis le XIXe siècle.

## Rôle de la pensée persane dans la modernité
Le conflit entre recherche de la modernité et l'obscurantisme religieux remonte en Iran à plus de mille ans : bien avant que la Renaissance ne bouleverse l'Europe, les hommes d'État, artistes et intellectuels persans débattaient d'idées d'une modernité surprenante.
Les Perses sont restés longtemps, du point de vue occidental, l'exemple même des étrangers. D'un autre côté, une croyance bien ancrée fait de l'Europe le berceau de la modernité. Les autres régions du monde, oubliées par les lumières de la Renaissance, n'auraient donc d'autre choix que de copier cet exemple pour expérimenter la modernité.

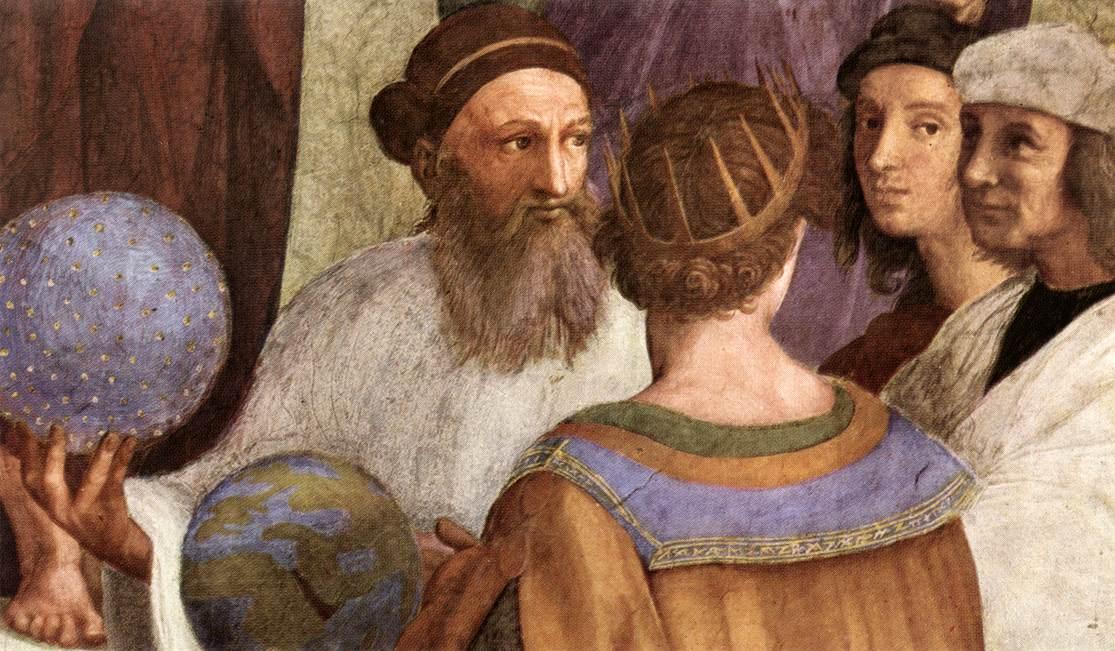
Zoroastre, un penseur de l'antiquité persane.

En fait, la Perse, avec son héritage culturel varié et riche, a eu un rôle formateur dans le processus de formation de la conscience occidentale. La Bible regorge de prières envers les Perses et ses rois. La façon dont est loué Cyrus le Grand est partiellement due au fait qu'il a libéré les judéens de leur exil à Babylone; le modèle de tolérance religieuse et culturelle établi par l'Empire Perse est aussi un exemple important.
De même, l'art, l'histoire ou la théologie portent les traces du rôle important joué par la Perse depuis l'Antiquité. Ainsi, la seule tragédie grecque qui ne traite pas d'un sujet grec est la pièce d'Eschyle, Les Perses.

## Histoire des mouvements intellectuels iraniens
Farhad Khosrokhavar distingue quatre générations qui se succèdent parmi les intellectuels iraniens.

### Première génération d'intellectuels iraniens
Les réformateurs persans du XIXe siècle, que l'on peut considérer comme la première génération d'intellectuels iraniens, ont pris conscience qu'il n'était pas suffisant de s'appuyer sur les principes de l'antique civilisation persane pour survivre. Ils ont essayé d'entrer en contact avec leurs dirigeants pour suggérer des réformes, mais ces efforts sont restés vains, et ces intellectuels ont dû affronter l'hostilité de la cour et des oulémas.

### Révolution constitutionnelle Perse et seconde génération d'intellectuels iraniens
Au début du XXe siècle, l'Iran est bouleversée par une révolution constitutionnelle qui met fin au règne du dernier Shah Qajar. Ce mouvement a fait entrer l'Iran dans la modernité en ré-introduisant les droits de l'homme (le texte du cylindre de Cyrus est souvent considéré comme la première "version" connue) et en créant un parlement.
Cette période est également marquée par l'apparition d'une presse très active et une intense réflexion autour de la seconde génération d'intellectuels iraniens qui tente de faire entrer le pays dans la modernité, non seulement en prenant modèle sur l'Occident, mais aussi en s'appuyant sur la culture européenne. Mohammad Ali Furughi appartient à cette génération.

### La troisième génération d'intellectuels iraniens et les influences soviétiques
Alors que le seconde génération d'intellectuels iraniens se réclamait des Lumières, la troisième génération est attirée par l'idéologie marxiste et l'expérience soviétique. Ses travaux sont donc essentiellement une critique sévère de l'État et de la société iranienne de l'époque.

### De la révolution islamique à l'Iran contemporain
En réaction à la génération précédente, la quatrième génération d'intellectuels iraniens prend ses distances vis-à-vis des philosophies marxiste et heideggerienne, et des idéologies en général. Cette génération, qui s'est exprimée dans des journaux tels que Goftegu ou Kiyan, se caractérise donc, d'une part par une pensée anti-utopique et, d'autre part par le désir d'établir un dialogue avec l'Occident, afin d'échapper à l'imitation pure et simple de ses valeurs.
Cette recherche s'est continuée, d'après certains chercheurs, lors de la Révolution iranienne qui apparait alors non plus comme une défaite de la modernité laïque face à la tradition religieuse, mais comme une tentative de concilier modernité et identité iranienne
Plus récemment, l'élection du président Mohammad Khatami en 1997 s'est accompagnée de l'émergence d'une nouvelle force politique, jeune, attirée par la démocratie et incompatible à la fois avec les idéaux de la troisième génération d'intellectuels iranien et les préceptes de la révolution islamique. Cette nouvelle atmosphère est d'autant plus sensible que les nouveaux moyens de communications facilitent aujourd'hui les contacts avec l'étranger et la réintroduction de valeurs un temps écartées.
Saïd Hadjarian apparaît comme le théoricien des réformes de 1997, il affirme que pour la survie même de la république islamique, la religion ne doit pas empiéter sur la politique. Rejetant ainsi l'autorité du Velayat-e faqih et encourageant la sécularisation de la vie politique. Il appelle des réformes plus profondes qu'il tente de placer dans la continuité de la révolution constitutionnelle. Ce courant s'appelle le postislamisme.

## Les courants artistiques modernes en Iran
L'expérience iranienne de la modernité a conduit à un style unique, notamment dans les domaines de la peinture, de la musique et du cinéma. 

### Cinéma
La nouvelle vague, un mouvement qui a touché le cinéma persan a trouvé une audience mondiale grâce à un style profondément poétique et philosophique. Abbas Kiarostami est la figure emblématique cette nouvelle vague qui dans les domaines artistique et esthétique peut apparaître comme post-moderne.

### Poésie

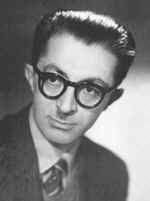
Sadeq Hedayat.

Le fondateur de la poésie moderne en Iran est Nima Yushij, les principales figures en sont :
- Ahmad Shamlou
- Mehdi Akhavan-Sales
- Fereydoon Moshiri
- Sohrab Sepehri
- Manouchehr Atashi
- Mohammad Taghi Bahar
- Mohammad Reza Shafiei-Kadkani
- Forough Farrokhzad
- Simin Behbahani
- Nader Naderpour
- Mohammad Hoqouqi
- Bijan Jalali

### Littérature
La critique littéraire et la littérature comparée iraniennes sont entrées dans une nouvelle ère au XIXe siècle. La littérature persane a profité de l'influence de personnages tels que Sadegh Hedayat, Ahmad Kasravi, Abdolhossein Zarinkoub, Shahrokh Meskoub, Ebrahim Golestan et Sadegh Choubak.

## Les mouvements scientifiques modernes
L'histoire des sciences modernes en Iran remonte à 1851 et à l'établissement de Dar-ol Fonoun, le premier établissement d'étude supérieures en Perse, fondé grâce aux efforts de Amir Kabir pour former des experts iraniens dans tous les domaines scientifiques. C'est ensuite Abbas Mirza qui, le premier, envoya des étudiants iraniens en Europe pour qu'ils y obtiennent une formation occidentale.
Après la création de l'université de Téhéran, de nouvelles perspectives s'ouvrent pour la science iranienne. Mahmoud Hessaby, Ali Asghar Hekmat, Moslem Bahadori et beaucoup d'autres ont permis l'émergence de ce mouvement qui, finalement, a permis à des chercheurs iraniens diplômés dans leur pays d'obtenir une renommée internationale. Quelques-uns de ces chercheurs sont Ahmad Reza Dehpour, Reza Malekzadeh, Mohammad Khorrami, Vahid Karimipour ou encore M.M. Sheikh-Jabbari.
La modernisation de la médecine iranienne n'est pas passée par un remplacement de la médecine traditionnelle persane mais par un long phénomène de réinterprétation des théories anciennes et d'assimilation de la médecine européenne au travers à la lumière de la médecine traditionnelle.
Un des principaux mouvements scientifiques de la fin du XXe siècle en Iran a été dans le domaine de la chimie et de la chimie fine. Les principales figures de ce mouvement, qui s'est traduit par des centaines de publications, sont : Abbas Shafiy, Taher Movassaghian, Bijan Farzami, Mohammad-Nabi Sarbolouki, Issa Yavari et Ahmad Reza Dehpour.
Les autres scientifiques iraniens d'envergure internationale au XXe siècle sont : Reza Mansouri et Yousof Sobouti (physique), Abolhassan Farhoudi (immunologie), Mohammad Reza Zarrindast (pharmacologie), Fereydoon Davachi (rhumatologie), Taher Movassaghian (chimie), Ardeshir Ghavamzadeh (hématologie) , Ali Radmehr (radiologie), Hossein Najmabadi (génétique), Hormoz Shams (ophtalmologie), Moslem Bahadori (médecine), Hormoz Dabirashrafi (obstétrique et gynécologie), G.R. Baradaran Khosroshahi (mathématiques) et Caro Lucas (électrotechnique).

## Les femmes dans la modernité iranienne
Voir aussi Féminisme islamique.
Le rôle des femmes dans tous les mouvements intellectuels du XXe siècle iranien (science, littérature, cinéma, défense des droits de l'homme, etc.) a été remarquable. D'après les chiffres du ministère iranien de la recherche, 56 % des étudiants en sciences sont des femmes, ainsi qu'un docteur ès philosophie sur cinq. Les femmes représentaient 35 % de la population universitaire en 1999
Au cinéma et dans les arts graphiques, Tahmineh Milani, Rakhshan Bani Etemad et Samira Makhmalbaf ont contribué à l'émergence d'un nouveau style qui a trouvé une audience partout autour du monde et dans de nombreux festivals internationaux.
En 2003, Shirin Ebadi a reçu le Prix Nobel de la paix pour son action en faveur de la démocratie et des droits de l'homme, notamment en direction des femmes et des enfants. Quelques années plus tôt, en 1997, une autre femme iranienne, Simin Behbahani, avait été en nomination pour le Prix Nobel de littérature, un de ses romans Savushun traite précisément de l'expérience iranienne de la modernité. Enfin, Shahla Sherkat a fondé la revue Zanan (Femmes), la plus importante revue féminine depuis la Révolution de 1979, et lieu important d'élaboration du féminisme musulman.

## Les courants intellectuels iraniens à la fin duXXesiècle
Après la Révolution iranienne, on peut distinguer plusieurs courants intellectuels en Iran.

### Les révolutionnaires
Les principales figures de ce courant sont :
- Ali Chariati, le principal théoricien de la Révolution iranienne, considéré comme l'un des plus importants penseurs de la période précédant la révolution. Son influence continue à se faire sentir dans l'opinion iranienne.
- Jalal Al Ahmad
- Morteza Motahhari

### Les réformateurs
Voir aussi Islam libéral.
Les principaux représentants de ce courant sont Mehdi Bazargan, Abdul Karim Soroush, Mohammad Mojtahed Shabestari, Mostafa Malekian, Ehsan Naraghi, Mohsen Kadivar, Alireza Alavitabar, Hossein Bashiriyeh ainsi que Shahla Sherkat, féministe musulmane et fondatrice de la revue Zanan (Femmes).
Ces intellectuels souhaitent des réformes de la pensée islamique, la démocratie et une plus grande tolérance pour les autres religions, ils refusent de reconnaitre la suprématie de la loi islamique (Velayat-e faqih). L'apparition de penseurs religieux est sensible dans les écrits de Abdul Karim Soroush, son idée directrice est qu'au-delà des vérités qu'elle enseigne, la religion reste soumise aux progrès de la science et de la philosophie. À la différence d'Ali Chariati qui s'est tourné vers le marxisme, Soroush affirme la possibilité de ce qu'il nomme démocratie religieuse.
Influencé par le mysticisme persan, Soroush était partisan d'un Islam réformiste et allait au-delà de la plupart des penseurs libéraux musulmans du XXe siècle en affirmant qu'il est possible de réconcilier Islam et démocratie en ne se limitant pas à chercher dans le Coran des phrases en accord avec la science moderne, la démocratie et les droits de l'homme. Se fondant sur les travaux de Molana, Emmanuel Kant, G.W.F. Hegel, Karl Popper, et Erich Fromm, Soroush appelle à une révision des principes de l'Islam, mais souhaite maintenir l'esprit originel de cette religion de justice sociale et d'ouverture aux autres.
Les autres figures de ces cercles sont Ali Paya, Saïd Hadjarian, Ahmad Sadri, Mahmoud Sadri, Ezzatollah Sahabi, Ahmad Ghabel et Hassan Yousefi Eshkevari. Akbar Ganji a aussi été associé avec ce cercle avant de publier son Manifeste du Républicanisme. De plus, Akbar Ganji a fait un tour du monde afin d'inviter des intellectuels non-iraniens à rejoindre le mouvement intellectuel iranien. De nombreux intellectuels persans espèrent que de telles rencontres permettront de promouvoir la pensée iranienne et encourageront les réformes démocratiques. Richard Rorty, Noam Chomsky, Anthony Giddens, David Hild, Shmuel Noah Eisenstadt entre autres ont accepté d'être membres honoraires de la société intellectuelle iranienne.
Le succès sans doute le plus important de ce cercle est la formation d'une nouvelle génération d'intellectuels iraniens qui ont dépassé leurs maîtres et n'appartiennent à aucun des cercles intellectuels bien établis en Iran. Ahmad Zeidabadi et Mehdi Jami appartiennent à cette nouvelle génération de penseurs persans.

### Cercles religieux démocratiques
Ces groupes sont caractérisés par les points suivants:
- Soutien à la République islamique, considérée comme la meilleure forme de gouvernement
- Appel à la tolérance religieuse
- Soutien aux valeurs démocratiques
- Rejet du libéralisme
- Rejet du sécularisme
- Soutien à l'État de droit et à la société civile.
- Ils croient que l'éthique a la priorité sur la politique.

Le principal penseur et théoricien de ce cercle est Mohammad Khatami, ancien président de l'Iran. Les autres personnages notables sont Youssef Saanei, Abdollah Noori, Mir Hossein Moussavi et Mostafa Moin, influencés principalement par les idées de l'Ayatollah Na'ini et de l'Ayatollah Khomeini.

### Cercles intellectuels néo-conservateurs
À l'inverse des intellectuels réformistes, les intellectuels néo-conservateurs sont favorables à la suprématie du guide suprême et s'opposent à des concepts tels que la démocratie, la société civile et le pluralisme. Ce mouvement inclut des personnages comme Reza Davari Ardakani, Mohammad Javad Larijani et Mehdi Golshani.
La personnalité la plus célèbre est Reza Davari Ardakani, qui, en tant que philosophe anti-occidental, est très familier avec les travaux de Martin Heidegger. Davari, au contraire d'Abdul Karim Soroush, appuie quelques-unes de ses positions sur la pensée d'Heidegger, principalement la critique de la modernité, et la reformule en langage islamique. Il rejette le modèle occidental de démocratie, qui est fondé sur la séparation de la politique et de la religion.

### Cercles intellectuels non-religieux
Les personnages principaux dans cette catégorie sont Amir Hossein Aryanpour, Javad Tabatabaei, Dariush Shayegan, Daryoush Ashouri, Ramin Jahanbegloo, Abbas Milani et Aramesh Doustdar. 
Javad Tabatabaei déplore l'importance de la religion dans la culture iranienne. Pour Tabatabaei, le déclin de la pensée politique iranienne remonte au IXe siècle et Xe siècle depuis lors, il a été impossible selon lui de comprendre vraiment la modernité : les sciences sociales ont été introduites en Iran sans sécularisation de la pensée et sans la rationalisation qui l'accompagne. Elles ne permettent donc pas de penser correctement et d'échapper aux erreurs anciennes.
Dariush Shayegan critique une vue de la religion qui ne prend pas en compte les tendances majeures du monde moderne, où l'homogénéité culturelle et l'absolutisme religieux sont remis en question. La quête d'une identité holistique fondée sur une vue monolithique de l'Islam est étrangère à l'évolution du monde moderne et signifie l'isolation et la régression de la société iranienne.
Dariush Shayegan, qui écrit principalement en français (mais qui a été presque entièrement traduit en persan), partage certaines idées de ces intellectuels, mais sa contribution majeure est d'inviter les Iraniens à accepter l'identité fragmentée du monde moderne et à renoncer à une vue unitaire de Soi qui amène à une fascination pour les idéologies utopiques et mythiques. Il affirme que le malaise ressenti par les Iraniens vient du fait que le pays est passé directement de la tradition à la post-modernité sans l'étape de la modernité. Sa solution est l'ouverture de l'Iran au monde actuel dans lequel il devra accepter la diversité des cultures et, par là-même, devenir tolérant envers les autres qui ne pensent, ni ne se comportent de la même manière que lui. Cette invitation à l'ouverture et à l'abandon d'une culture homogène a aujourd'hui une influence indéniable sur de nombreux jeunes en Iran.

### Penseurs traditionnels
Le cercle le plus notable est associé à Hossein Nasr, fondateur de l'Académie impériale Iranienne de Philosophie. Pour Nasr, le monde traditionnel a été perverti par une perception erroné du Sacré et de l'Absolu, alors que la modernité impliquait précisément la conscience de cette erreur, résultant dans ce que Max Weber appellera plus tard le désenchantement du monde.
Tout au long de sa carrière, Nasr s'est opposé sans relâche au fondamentalisme islamique dans toutes ses formes; parce qu'il voit ce mouvement comme un mouvement réactionnaire opérant dans le paradigme de l'État-nation moderne, mais encore plus parce qu'il lui manque une base métaphysique enracinée dans une compréhension islamique traditionnelle du monde qui respecte à la fois la nature et la dignité humaine.

### Autres personnages notables
Il existe plusieurs figures intellectuelles qui continuent à avoir une influence sensible sur la société iranienne, sans toutefois appartenir à un des cercles décrits plus haut :
- Massoud Behnoud (journaliste et écrivain)
- Djamchid Momtaz (spécialiste du droit international)
- Khosro Naghed (expert sur la culture et la philosophie iranienne)
- Hamid Dabashi (expert sur l'Iran contemporain, l'art et le cinéma iranien)
- Hossein Elahi Ghomshei (expert sur la pensée mystique iranienne).